# 坂東新悟
坂東 新悟（ばんどう しんご、1990年〈平成2年〉12月5日 - ）は、日本の俳優（歌舞伎役者）である。屋号は大和屋。定紋は三つ大。東京都出身。ジェイアイプロモーション所属。当代若手女形の注目株の一人。

## 来歴
1990年（平成2年）、坂東彌十郎の長男として東京都で生まれる。祖父は映画スターとして人気を博した坂東好太郎、祖母も映画女優であった飯塚敏子、伯父は二代目坂東吉彌である。
1995年（平成7年）7月、歌舞伎座「市川猿之助七月大歌舞伎『景清』」の敦盛嫡子保童丸で初代坂東新悟を名乗り初舞台を踏む。この際、初舞台口上も行った。
1999年（平成11年）、国立劇場特別賞を受賞する。2012年（平成24年）12月京都南座『佐々木高綱』の高綱娘薄衣ほかで名題昇進し、2013年（平成25年）3月には『隅田川花御所染』の綱女実ハ腰元関屋で国立劇場奨励賞を受賞した。
2014年（平成26年）、父・彌十郎との自主公演会「やごの会」を立ち上げ、同年9月に第一回公演を東京・日本橋公会堂で開催する。2016年（平成27年）には「やごの会」のフランス（パリ）、スイス（ジュネーヴ）、スペイン（マドリード）での三ヵ国公演を実現させた。
2017年（平成29年）の『スーパー歌舞伎II ワンピース』（再演版）では、劇団新派に転出した市川春猿（現：河合雪之丞）に替わり、ナミ、サンダーソニアに抜擢される。市川猿之助が左腕の怪我で休演して尾上右近が代役した際には、それらの役柄に加え、通常公演で右近が演じたサディちゃんも勤めた。
2018年、重要無形文化財（総合認定）に認定され、伝統歌舞伎保存会会員となる。
2023年11月28日初回放送のNHK、ドラマ10『大奥』幕末編の14代将軍徳川家茂及び15代将軍徳川慶喜に仕える老中・板倉勝静（いたくら かつきよ）役にて、テレビドラマデビューを発表、凛々しい武士姿の写真が公開された。またドラマ初出演に関して父・彌十郎や家族に事前報告や相談を一切しなかった為、父もニュースで初めて知り公式ブログで驚きを露わにした。

## 人物
細面ですらりとした父譲りの長身（179cm）が目立つ若女形（わかおやま）。傾城や町娘の役を中心に、古典から新作歌舞伎まで多彩な役に挑戦し、時には立役も演じている。父・彌十郎との自主公演「やごの会」やコクーン歌舞伎、新春浅草歌舞伎などで着実に研鑽を積んでおり、今後が期待される。
攻玉社中学校・高等学校卒業。
各種お稽古事は次の通り。 ①日本舞踊：三世藤間勘祖・八世藤間勘十郎、②長唄三味線：杵屋栄津三郎、③お囃子：藤舎千穂、④箏曲（琴）：川瀬白秋、⑤常磐津節：七代目常磐津兼太夫（※2011年当時，故人の名も
含む）。
趣味は読書、野球観戦で、好きな料理はイタリアン、ベトナム料理。野球に関しては観戦のほか歌舞伎界の役者や裏方の草野球チームに参加しており、このチームには二代目尾上松也や中村壱太郎らも参加している。
若手の歌舞伎役者仲間で「歌舞伎ダーツクラブ」を作っている。リーダーは、二代目中村勘太郎（のち六代目中村勘九郎）。メンバーは、四代目中村梅枝・二代目尾上松也・四代目中村種太郎（のち四代目中村歌昇）・中村壱太郎・坂東新悟など（※2010年当時）。
昭和の名優として知られ、やはり長身の女形であった六代目尾上梅幸については五代目坂東玉三郎や十八代目中村勘三郎らから参考にするよう勧められ、梅幸関係の書籍を愛読書としている。
大和屋の同門で年の近い二代目坂東巳之助と親しく、新春浅草歌舞伎などで相手役を演じることも多い。
2024年1月28日、一般女性と婚約し、同年3月に結婚する旨をInstagramにて発表した。

## 主な出演

### 歌舞伎
（歌舞伎の公演で特に明記がない出演情報の出典は日本俳優協会 歌舞伎公演データベースの情報に準拠する）
- 『鏡獅子』の胡蝶の精（2000年4月歌舞伎座、2001年9月新橋演舞場）
- 新春浅草歌舞伎『毛抜』の錦の前（2004年1月浅草公会堂）
- 『里見八犬伝』の仙女天香 役（2006年8月歌舞伎座）
- 「渋谷・コクーン歌舞伎『東海道四谷怪談』」北番の孫娘お梅 役（2006年3-4月渋谷・シアターコクーン）
- 『助六由縁江戸桜』の傾城・愛染（2010年4月、さよなら歌舞伎座公演四月）
- 平成中村座『一谷嫩軍記』「熊谷陣屋」の藤の方 役（2010年10月大阪平成中村座【特設劇場】）
- 新春浅草歌舞伎『三人吉三』の夜鷹おとせ（2011年1月、浅草公会堂）
- 「渋谷・コクーン歌舞伎」『天日坊』の傾城高窓太夫（2012年6月-7月渋谷シアターコクーン）
- 新春浅草歌舞伎『極付幡随長兵衛』の御台柏の前（2013年1月、浅草公会堂）
- 「新・油地獄 『大阪純情伝』」の小菊 役（2013年10月、大阪松竹座）
- 第一回「やごの会」『壺坂霊験記』の女房お里、『積恋雪関扉』の傾城墨染実は小町桜の精（2014年9月日本橋公会堂）
- 松竹創業120周年 中村翫雀改め四代目中村鴈治郎襲名披露　壽初春大歌舞伎『寿曽我対面』の化粧坂の少将（2015年1月、大阪松竹座）
- 平成中村座 陽春大歌舞伎『双蝶々曲輪日記』「角力場」の藤屋吾妻、『極付幡随長兵衛』の伊予守源頼義（2015年4-5月、平成中村座）
- 歌舞伎NEXT『阿弖流為（アテルイ）』の阿毛斗 役（2015年7月新橋演舞場）
- 新春浅草歌舞伎『義経千本桜』の静御前、『土佐絵』の傾城采女太夫、『毛抜』の巻絹（2016年1月、浅草公会堂）
- 国立劇場歌舞伎鑑賞教室『歌舞伎のみかた』（2016年7月国立劇場）[15]
- 『東海道中膝栗毛＜やじきた＞』の茶屋女お稲実は女盗賊三ツ大お新 役（2016年8月歌舞伎座）
- 『里見八犬伝』の浜路役（2017年5月明治座）
- 『修禅寺物語』の夜叉王妹娘楓（2017年8月歌舞伎座）
- 「東海道中膝栗毛『歌舞伎座捕物帖』」で劇中劇義経千本桜の義経役を演じる役者中山新五郎役（2017年8月歌舞伎座）
- スーパー歌舞伎Ⅱ 『ワンピース』のナミ／サンダーソニア／サディちゃん（2017年10月-11月新橋演舞場、2018年4月大阪松竹座、5月名古屋御園座）
- 『土蜘蛛』の巫子榊（2017年12月歌舞伎座）
- 新春浅草歌舞伎『元禄忠臣蔵』の御祐筆江島 役、『京人形』の京人形の精（2018年1月浅草公会堂）
- 陽春花形歌舞伎『南総里見八犬伝』の浜路/雛衣 役（2019年4月御園座）
- 三谷かぶき『月光露針路日本_風雲児たち』のマリアンナ（2019年6月歌舞伎座）
- スーパー歌舞伎Ⅱ『新版オグリ』の照手姫[16]（2019年10-11月新橋演舞場）

### シネマ歌舞伎
- 『蜘蛛の拍子舞/身替座禅』 - 身替座禅 の侍女小枝 役（2010年5月15日公開）[17]
- 『歌舞伎NEXT 阿弖流為<アテルイ>』 阿毛斗 役（2016年6月25日公開）[18]
- 『東海道中膝栗毛＜やじきた＞』茶屋女お稲実は女盗賊三ツ大お新 役ほか（2017年6月3日公開）[19]
- 『め組の喧嘩』島崎抱おさき役（2017年11月25日公開）[20]

### トークショー
- Essence of Japanese　神田 de 歌舞伎 第１回「歌舞伎俳優の生の声を聴く　―女形に学ぶ！本当のたおやかさ　―[21]」 - 2013年10月28日@WATERRAS COMMON 3Fホール
- 「歌舞伎いまじナイト」（坂東巳之助と共演、司会:テリー植田） - 2014年7月15日@東京カルチャーカルチャー[22]
- 「歌舞伎いまじナイト二段目」 【出演】 坂東巳之助、坂東新悟【司会】テリー植田【企画】坂東巳之助、坂東新悟、関亜弓【ファッションショープロデュース】久保田卓也 -2016年11月15日＠東京カルチャーカルチャー
- 「歌舞伎いまじナイト三段目」 【出演】 坂東巳之助、坂東新悟【司会】テリー植田【企画】坂東巳之助、坂東新悟、関亜弓【ファッションショープロデュース】久保田卓也 -2018年11月15日＠東京カルチャーカルチャー
- ギャラリーレクチャー 歌舞伎夜話「坂東新悟」 - 2016年4月7月14日@歌舞伎座ギャラリー
- 学習院女子大学パフォーミングアーツフェスティバル2016「学習院歌舞伎女子大学～菅原伝授手習鑑に関する考察～」 - 2016年11月12日@学習院女子大学やわらぎホール
- 歌舞伎女子大学『菅原伝授手習鑑に関する考察』上映会イベント

### バラエティ番組ほか
- くりぃむクイズ ミラクル9（テレビ朝日、2015年6月17日〔市川染五郎と共演[23]〕、2017年10月11日〔市川猿之助、尾上右近らと共演[24]〕）

### ドラマ
- ドラマ10大奥 - 板倉勝静 役（NHK、2023年11月28日・第19回[5] - 同年12月12日・第21回）